# Бобиков, Анатолий Александрович
Анатолий Александрович Бобиков (1932—2009) — советский и российский хозяйственный деятель, народный депутат Российской Федерации.

## Биография
Анатолий Бобиков родился 17 мая 1932 года. С 1956 года работал в Ново-Брыхинской школе Глинковского района Смоленской области учителем, директором. В июне 1965 года Бобиков возглавил колхоз «Красное Знамя», который под его руководством стал одним из передовых сельскохозяйственных предприятий района. В 1968—1971 годах Бобиков работал директором средней школы № 1 города Ельня Смоленской области. С июля 1971 года он был заместителем председателя Ельнинского райисполкома.
С августа 1978 года Бобиков работал председателем колхоза «Правда» Глинковского района. В 1990 году он был избран народным депутатом РФ от Смоленской области. После распада СССР сумел сохранить колхоз, преобразовав его в крестьянско-фермерское хозяйство «Балтутино». С июля 1994 года работал первым заместителем Главы Администрации Глинковского района. Скончался 17 мая 2009 года, похоронен на городском кладбище города Ельня Смоленской области.
Почётный гражданин Глинковского района. Также был награждён орденами Трудового Красного Знамени и «Знак Почёта», рядом медалей.